# Carl Henrik Clemmensen
Carl Henrik Clemmensen (født 28. marts 1901 i København, død 30. eller 31. august 1943 i Lundtofte) var journalist ved de Ferslewske Blade under mærket "Clerk" og siden chefredaktør på B.T. Han var søn af redaktør og formand for Journalistforeningen, C.A. Clemmensen, og yngre bror til Niels Clemmensen.

## Baggrund
Clemmensen blev student 1919 efterfulgt af filosofikum 1920. Fra 1919 var han medarbejder ved Nationaltidende og Dagens Nyheder og fra 1932 korrespondent i London. Han har bl.a. skrevet København ved Nat (1935, med fotografier af Hermann Larsen) og Mit København (1939, med tegninger af Ebbe Sadolin), og var med til at skrive manuskript til filmen De tre skolekammerater. 

## Drabet
Den 30. august 1943 stødte Clemmensen og hans kone Elsebet ved Østerport Station på Poul Nordahl-Petersen (f. 23. februar 1913 i Odense), der var speaker på den danske udgave af deutsche Wochenschau  og chefredaktør for den nazistiske avis, Fædrelandet. Clemmensen kaldte den anden en forræder, og det endte med, at Clemmensen spyttede efter Nordahl-Petersen. Det fortalte denne, da han kom tilbage til Fædrelandets redaktion i Store Kongensgade; ikke mindst var han forbavset, da Clemmensen ikke tidligere havde vist sig fjendsk. En journalist, der hørte om episoden, fortalte det så til sin bror, krigskorrespondenten Flemming Helweg-Larsen, der viderefortalte det til sin kammerat fra frikorpset, Søren Kam.
Hjemme i Klampenborg overtalte Elsebet Clemmensen sin mand til at give Nordahl-Petersen en undskyldning. Han boede i gangafstand fra dem, så de gik derhen, hvor han viste sig meget vred, men dog accepterede Clemmensens undskyldning. På vej hjem igen mødte de Clemmensens første kone, Karen, der var mor til hans datter Mona. Opskræmt af undtagelsestilstanden var mor og datter cyklet ud til Klampenborg for at høre, hvad Clemmensen vidste om situationen. Han og Elsebet talte med Karen, mens den 13-årige Mona var inde hos sin nyfødte halvbror, Peter. Kort efter så hun for sidste gang sin far, da hun og hendes mor begav sig tilbage til København på cykel, mens han og Elsebet drejede om hjørnet ved Hvidørevej med barnevognen, på vej til forlagsmanden Poul Branner og hans kone.
Med en tysk chauffør i en af værnemagtens biler, hentede de tre folk fra Schalburgkorpset - Jørgen Jens Valdemar Bitsch, Flemming Helweg-Larsen og Søren Kam - Clemmensen i hans hjem for at "give ham en lærestreg". Under trusler om vold fik de ham til at angive kolleger, der arbejdede ved illegale blade. Så kørte de videre ad Lundtoftevej. Ud for Lundtofte Flyveplads blev han i stående stilling skudt ned  med otte skud fra tre forskellige pistoler. Næste morgen blev hans lig fundet og hurtigt identificeret, og samme dag blev en medicolegal ligsynsattest udstedt.
Da tyskerne erfarede, at Bitsch og Kam, der var i den tyske værnemagt, havde deltaget i denne likvidering, blev de stillet for en domstol i Berlin. Begge blev kommanderet til fronten. Søren Kam udmærkede sig ved østfronten og overlevede slaget om Berlin. Han var dødsdømt in absentia og blev derfor i Vesttyskland, hvor han stiftede familie.
Helweg-Larsen blev som den eneste anholdt - efter befrielsen. Han gav Kam og Bitsch skylden, men de var forsvundet. Helweg-Larsen blev henrettet, mens Kam døde i Tyskland i 2015 - ustraffet af danske myndigheder, men tyske militærmyndigheder havde altså dømt ham til tjeneste ved østfronten for drabet - hvad der var alvorligt nok, idet 80 % af tyske tab i anden verdenskrig fandt sted på østfronten  - så bogstaveligt "ustraffet" var Kam ikke.
Clemmensens dattersøn Søren Fauli skrev og instruerede en dokumentarfilm om Kam med titlen Min morfars morder (2004), hvori Kam medvirker. "Er Kam i stand til at undskylde efter de mange år på flugt fra et mord, der har sat dybe spor i både hans og mit liv, så er jeg i stand til at tilgive," sagde Søren Fauli. Filmens idé var at granske tilgivelse som en human nødvendighed.
Clemmensen blev begravet 4. september 1943 på Ordrup Kirkegård  og efterlod sig hustru og to børn, den 13-årige datter Mona fra sit første ægteskab og den nyfødte søn Peter Winston Clemmensen. De to halvsøskende udsendte i 2002 en fælleserklæring til Kam: "Det ville være forløsende, hvis vores fars morder omsider blev stillet til ansvar. Vis dit mod og kom til Danmark, Søren Kam. Hvis du er så overbevist om din uskyld, har du jo intet at frygte."

## Eksterne links
- Breve forfattet af Clemmensen